# De Eerste Koning van Shannara
De Eerste Koning van Shannara is inleidend deel van de Shannara fantasy-serie, geschreven door Terry Brooks. Deze serie gaat over de fantasy-wereld 'de Vier Landen', en de strijd tegen het kwaad, meestal in de vorm van de Tovervorst. De oorspronkelijke titel van het boek is First King of Shannara, en het werd uitgegeven in 1996.

## Samenvatting van het boek
De dood gewaande Tovervorst, ooit de briljante, eerzuchtige, roekeloze Druïde Brona, die brak met de Druïden-raad van Paranor, is uit zijn magische druïdenslaap ontwaakt en bereidt een tweede poging voor om de Vier Landen te veroveren met zijn kwaadaarde magie. Zijn eerste poging om de wereld te onderwerpen mislukte door de gezamenlijke oppositie van de Druïdenraad en de gebundelde krachten van de andere volkeren. Geschokt door het misbruik van de toverkracht waarvan ze getuige waren geweest, besloten de Druïden van Paranor zich vervolgens geheel te wijden aan de oude wetenschappen. Alleen de oude Druïde Bremen bleef zich echter nog bezighouden met de kunsten der magie. Zulk eigenzinnig gedrag werd echter niet geduld, en daarom werd hij verstoten uit Paranor.
Nu heeft Bremen ontdekt dat de Tovervorst nog leeft, en dat hij en zijn de wrede schedeldragers op zoek zijn naar de Zwarte Elfensteen, die een kwaadaardige magie bezit, waarmee je tegenstanders weerloos mee kunt maken. Tezamen met de grenslander Kinson Ravenlock reist hij via een magische ‘doortocht’ naar de Druïden-raad van Paranor om zijn vroegere broeders te vragen om in te grijpen. In Paranor wordt Bremen begroet door oude vrienden en medestanders, de Druïde-Dwerg Risca en de elf-Druïde Tay Trefenwyd, en krijgt hij hulp van de hoofdman Caerid Lock, die hem naar de Opper-Druïde Athabasca brengt. Deze staat hem echter niet toe om in de Raad te spreken, en verzoekt Caerid Lock erop toe te zien dat zijn ‘gast’ de burcht verlaat. Nadat Bremen Paranor verlaten heeft wordt de Druïdenburcht geheel onverwacht totaal vernietigd door de Tovervorst Brona.
Tezamen met Kinson, Risca, Tay Trefenwyd en het Zuidlandse meisje Mareth, die aangeboren tovertalent bezit, trekt Bremen naar het elfenrijk om hulp en medestanders te vinden in de strijd. Bovendien leidt de zoektocht naar de magische Zwarte Elfensteen hen hiernaartoe. In het elfenrijk worden ze aanvankelijk niet onverdeeld positief ontvangen, maar krijgen ze vervolgens hulp van Jerle Shannara en de adembenemende elfenvrouw Preia, een Woudloper. Terwijl Risca de dwergen binnen de coalitie brengt, zoekt Bremen raadt bij de geest van Galaphile, de oeroude Opper-Druïde die via visioenen toont van wat gaat of kan gebeuren. Mede hierdoor weet Bremen een Toverzwaard te smeden waarmee de Tovervorst verslagen dient te worden. Dan begint de grote strijd, waarin Jerle Shannara het magische zwaard hanteert om de magie van de Tovervorst te verpletteren. Jerle overwint, maar het lukt hem niet om de Tovervorst geheel te verslaan. Het zwaard eist van hem dat hij de gehele waarheid van zijn leven onder ogen dient te zien, maar door zijn gevoel van schuld ten opzichte van zijn beste vriend, die door zijn toedoen stierf, lukt hem dit niet. Hierdoor is de Tovervorst verslagen, maar is diens kwade macht nog niet gebroken